# Alloscirtetica spegazzinii
Alloscirtetica spegazzinii là một loài Hymenoptera trong họ Apidae. Loài này được Brèthes mô tả khoa học năm 1910.